# Flygplatser i Albanien

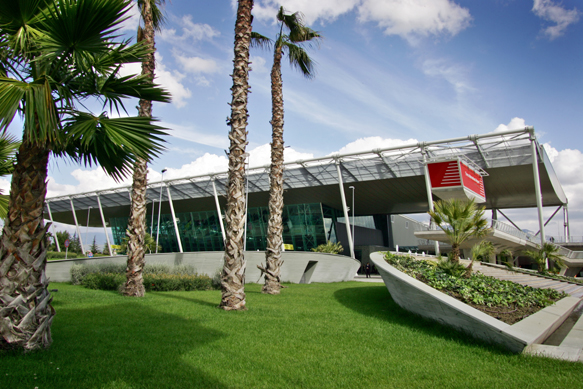
Flygterminalen i Tirana

Flygplatser i Albanien är cirka femton stycken till antalet. Tiranas internationella flygplats, Tiranas internationella flygplats Moder Teresa, är den största och mest trafikerade av dem. Kukës flygplats är näst störst.

## Lista över flygplatser i Albanien
Listan som följer är en lista över flygplatser i Albanien. Listan är ej komplett. 
| Stad                      | Region      | ICAO | IATA | Namn                                           | Koordinater                                 |
| ------------------------- | ----------- | ---- | ---- | ---------------------------------------------- | ------------------------------------------- |
|                           |             |      |      | Civila flygplatser                             |                                             |
| Gjirokastër (Gjirokastra) | Gjirokastër |      |      | Gjirokastër flygplats                          | 40°05′14″N 20°09′11″Ö / 40.0873°N 20.1531°Ö |
| Korçë (Korça)             | Korçë       | LAKO |      | Korçë nordvästra flygplats                     | 40°38′45″N 20°44′29″Ö / 40.6457°N 20.7415°Ö |
| Kukës                     | Kukës       | LAKU |      | Kukës flygplats                                | 42°02′01″N 20°24′57″Ö / 42.0337°N 20.4158°Ö |
| Saranda                   | Vlorë       | LASR |      | Sarandë flygplats                              |                                             |
| Shkodra                   | Shkodra     | LASK |      | Shkodra flygplats                              |                                             |
| Tirana (Tiranë)           | Tirana      | LATI | TIA  | Tiranas internationella flygplats Moder Teresa | 41°24′53″N 19°43′14″Ö / 41.4147°N 19.7206°Ö |
| Tirana (Tiranë)           | Tirana      | LAFK |      | Tirana Heliport                                | 41°18′56″N 19°53′08″Ö / 41.3155°N 19.8855°Ö |
|                           |             |      |      | Militära flygplatser                           |                                             |
| Kuçova (Kuçovë)           | Berat       | LAKV |      | Kuçova flygbas (Berat-Kuçova Air Base)         | 40°46′19″N 19°54′07″Ö / 40.7719°N 19.9019°Ö |
| Lezhë (Lezha)             | Lezhë       | LAGJ |      | Gjader flygbas (Lezhë-Zadrima Air Base)        | 41°53′43″N 19°35′55″Ö / 41.8952°N 19.5987°Ö |
| Vlorë (Vlora)             | Vlorë       | LAVL |      | Vlorë flygbas                                  | 40°28′34″N 19°28′27″Ö / 40.4761°N 19.4742°Ö |